# Centro Izquierda de España
El Centro Izquierda de España (dCIDE, anteriorment conegut com a Centro Izquierda Nacional) és un partit polític espanyol. Com descriu el seu nom, se situa al centreesquerra de l'espectre polític, socialdemòcrata i defensor de la unitat d'Espanya. Els seus impulsors son Antonio Robles Almeida, Marita Rodríguez i Santiago Trancón.
dCIDE s'autodefineix com "un partit d'esquerres moderat, allunyat de radicalismes que divideixin a la societat en bàndols". Els seus eixos ideològics son la igualtat social i la llibertat intel·lectual. Va ser fundat l'any 2016 per ocupar l'espai polític d'esquerres en defensa de la Constitució i la unitat d'Espanya.
Des dels seus inicis ha mostrat una actitud crítica cap als nacionalismes, indicant que aquests obstaculitzen la coordinació entre les forces progressistes a nivell global. Els seus fundadors defensen que l'esquerra ha de prioritzar en la lluita social i el liberalisme ha de perseguir l'emancipació de l'individu, sense que la reivindicació nacionalista acapari el debat polític.
El partit va presentar-se formalment el 29 de juny de 2017 a Madrid, anunciant el seu canvi de nom i l'adhesió d'alguns grups. Així, la Plataforma per una Federació Catalana del PSOE  i altres grups polítics es van dissoldre dins del Centro Izquierda De España. A més, l'actriu Isabel Ordaz i altres personalitats van anunciar públicament el seu suport a dCIDE.